# Serveringsspårvagn
En serveringsspårvagn är en speciellt inredd spårvagn för mat-, öl- eller kaféservering.
Specialinredda spårvagnar för servering är i regel ombyggda spårvagnar, som tidigare gått i städernas linjetrafik.

## Exempel på serveringsspårvagnar
- I Christchurch i Nya Zeeland finns en restaurangspårvagn med servering vid sittande bord.[1]
- I Norrköping har försök gjorts med den 1966 tillverkade Düwag M94 nr 71. Denna ombyggdes 2002 till bistrovagn för uthyrning för upp till 24 sittande gäster.[2][3]
- I Helsingfors går sommartid regelbundet spårvagnen Spårakoff som pub på en slinga runt stan med stopp på vissa hållplatser. Det är en 1995 ombyggd Karia HM V från Helsingfors spårvägar.
- I Stockholm driver Djurgårdslinjen sommartid kaférörelse i den ombyggda släpvagnen No. 618, kopplad till en motorvagn, oftast A51 No. 210. Denna  släpvagn tillverkades 1949 av Hägglund & Söner och gick ursprungligen i trafik i Göteborg.[4]
- I Zürich i Schweiz har en enriktningsvagn från 1930 av modell Ce 4/4 "Elefant" byggts om till restaurangspårvagnen Fonduetram. Den trafikerar Verkehrsbetriebe Zürichs trafiknät på en rundslinga från Bellevue.[5]
- I Melbourne i Australien bildades 1981 Colonial Tramcar Restaurant Company, vilket lät bygga om en spårvagn från 1927 till restaurangspårvagn med två salonger med sammanlagt 36 sittplatser på ömse sidor om ett uppvärmningskök och en toalett. Från 1995 är tre restaurangspårvagnar i drift.
- I Haag i Nederländerna byggdes 2014 en ledspårvagn från La Brugeoise et Nivelles, tillverkad i början av 1980-talet, om till en restaurangspårvagn med kök och toalett. Verksamheten drivs av ett privat företag och marknadsförs under namnet Hoftrammm och rullar en slinga från Voorburg. Spårvagnen har plats för upp till 44 sittande i två salonger.
- I Rotterdam har en ledspårvagn från 1996 byggts om till serveringsvagnen "Snerttram" med servering av soppa under en fast rundtur, och en annan konverterats till  restaurangspårvagnen "Restauranttram" för regelbundna turer och uthyrning.[6]
- I Bryssel konverterades 2012 en PCC-spårvagn, en ledspårvagn ur 77000-serien, till restaurangspårvagn med marknadsnamnet Tram Experience.[7]
- I Jena i Tyskland kan en ledspårvagn ("Jenaer Partybahn") chartras som pub året runt för grupper på högst 40 personer, varav 28 sittande.[8] Det är en ombyggd Düwag GT6 från 1966, som till 2003 gått i trafik i Heidelberg.[9]
- I Bern har spårvagn 645, en två boggier-motorvagn från 1935 byggts om till restaurangspårvagn för 16 sittande gäster. Bernmobil hyr också ut en släpvagn till restaurangspårvagnen.[10]
- I Plauen i Tyskland har en spårvagn av modell Gothawagen T2, som varit i trafik 1966–1988, efter ombyggnad 1991 använts som pubvagn av lokaltrafikföretaget Plauener Straßenbahn GmbH under namnet "Bier-Elektrische". Den är utrustad med sex bord och 18 sittplatser.[11]
- I Milano i Italien driver företaget ATMosfera servering i en restaurangspårvagn, som är en 2006 ombyggd spårvagn av typ ATM 1500 från 1930-taket. Den har 24 bordsplatser.[12]
- I Göteborg disponerar Spårvägssällskapet Ringlinien en ombyggd Tatra T7B5 från 1988 som partyspårvagn, för närvarande (2017) avställd.[13] Den byggdes om till "partytrikk" med längsgående bord av Oslo Sporveier i början av 1990-talet.
- I Hongkong hyr Hongkong Tramways ut bland annat två av de äldre dubbeldäckade spårvagnarna som partyspårvagnar.[14]

## Fotogalleri

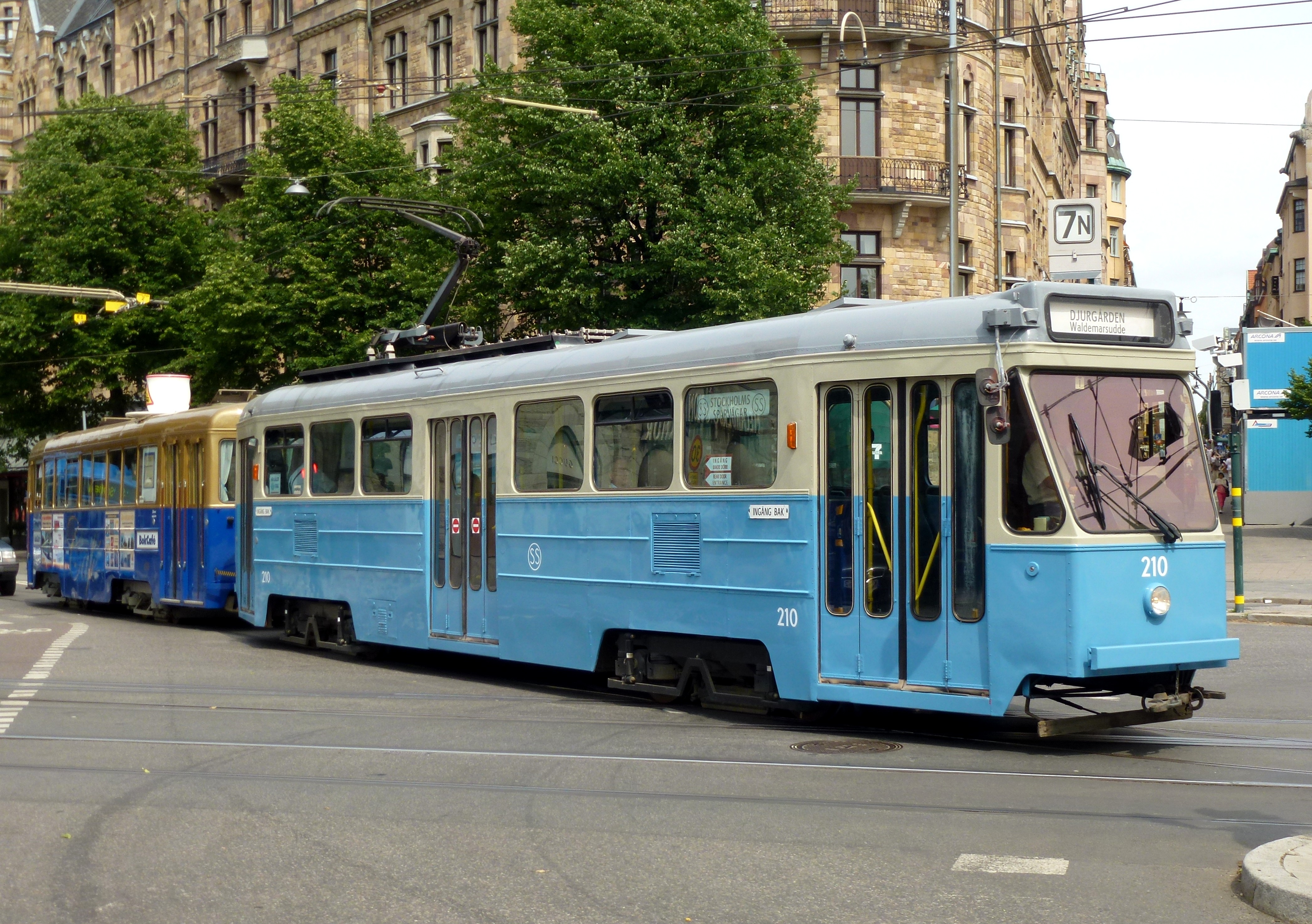
Dragfordon A51 210 "Oslomustang" med släpvagnen B31C 618, "kafévagnen" i Stockholm
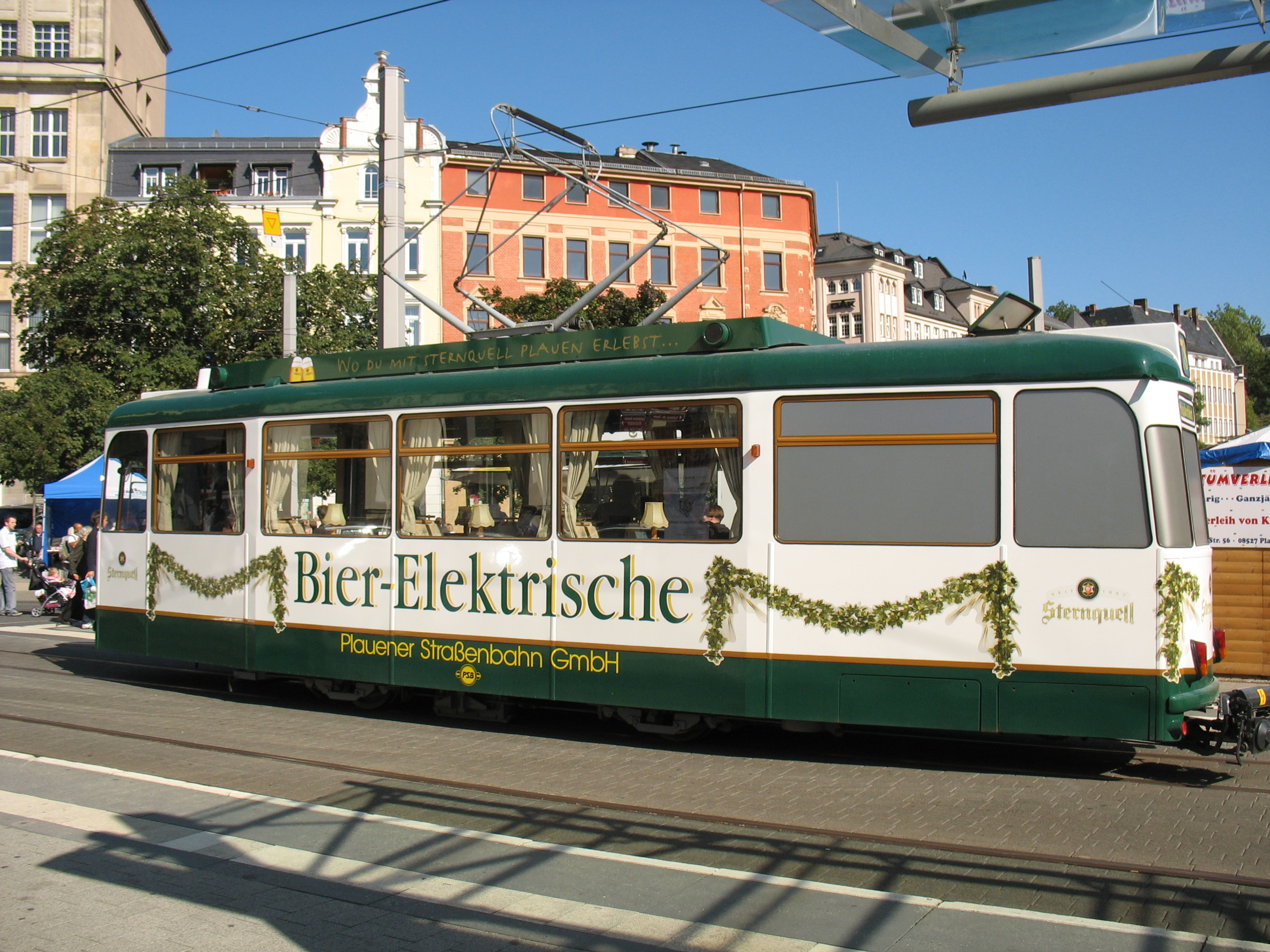
Bier-Elektrische, Plauen i Tyskland
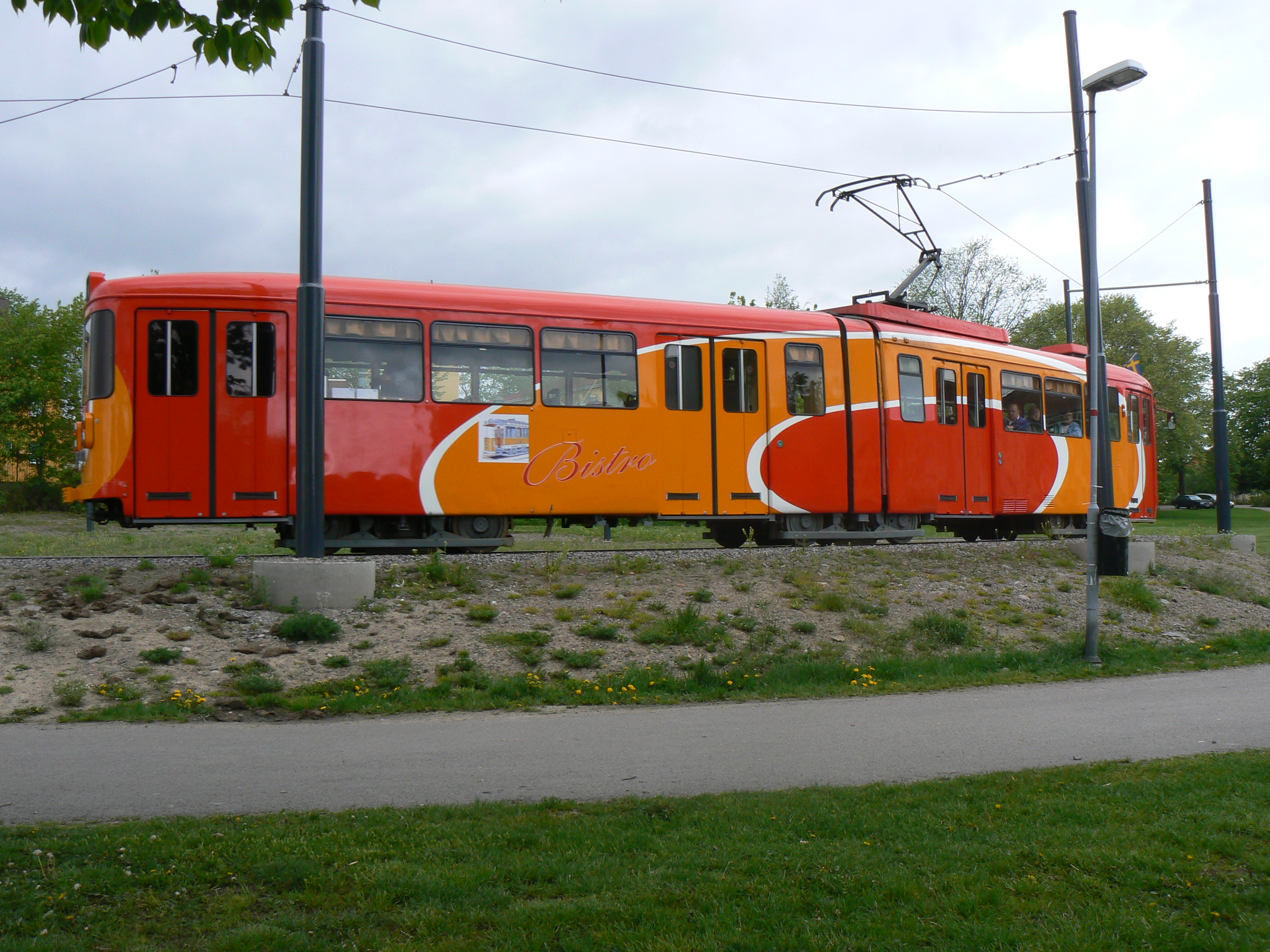
Düwag M94 i Norrköping
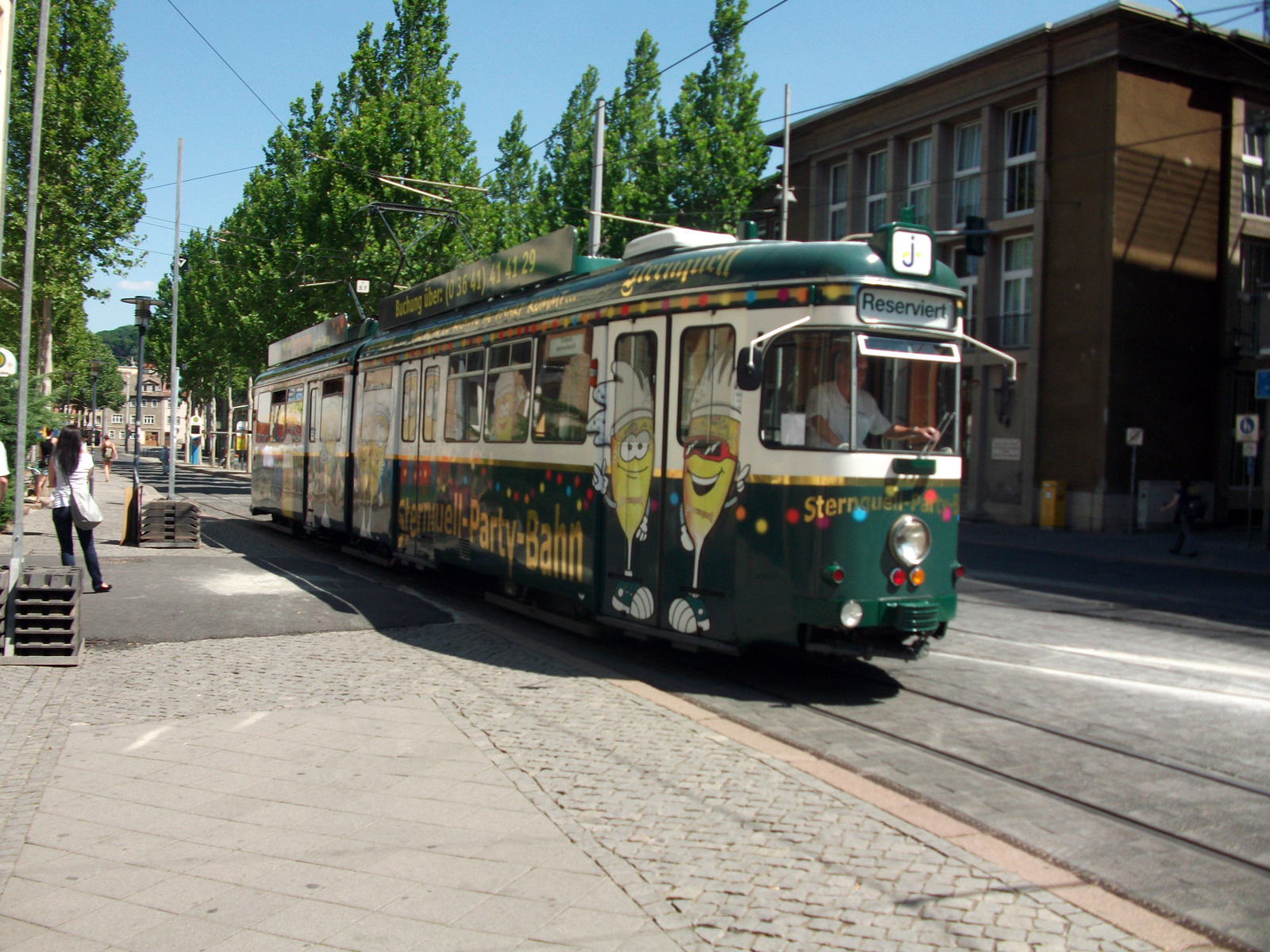
Partytram i Jena i Tyskland
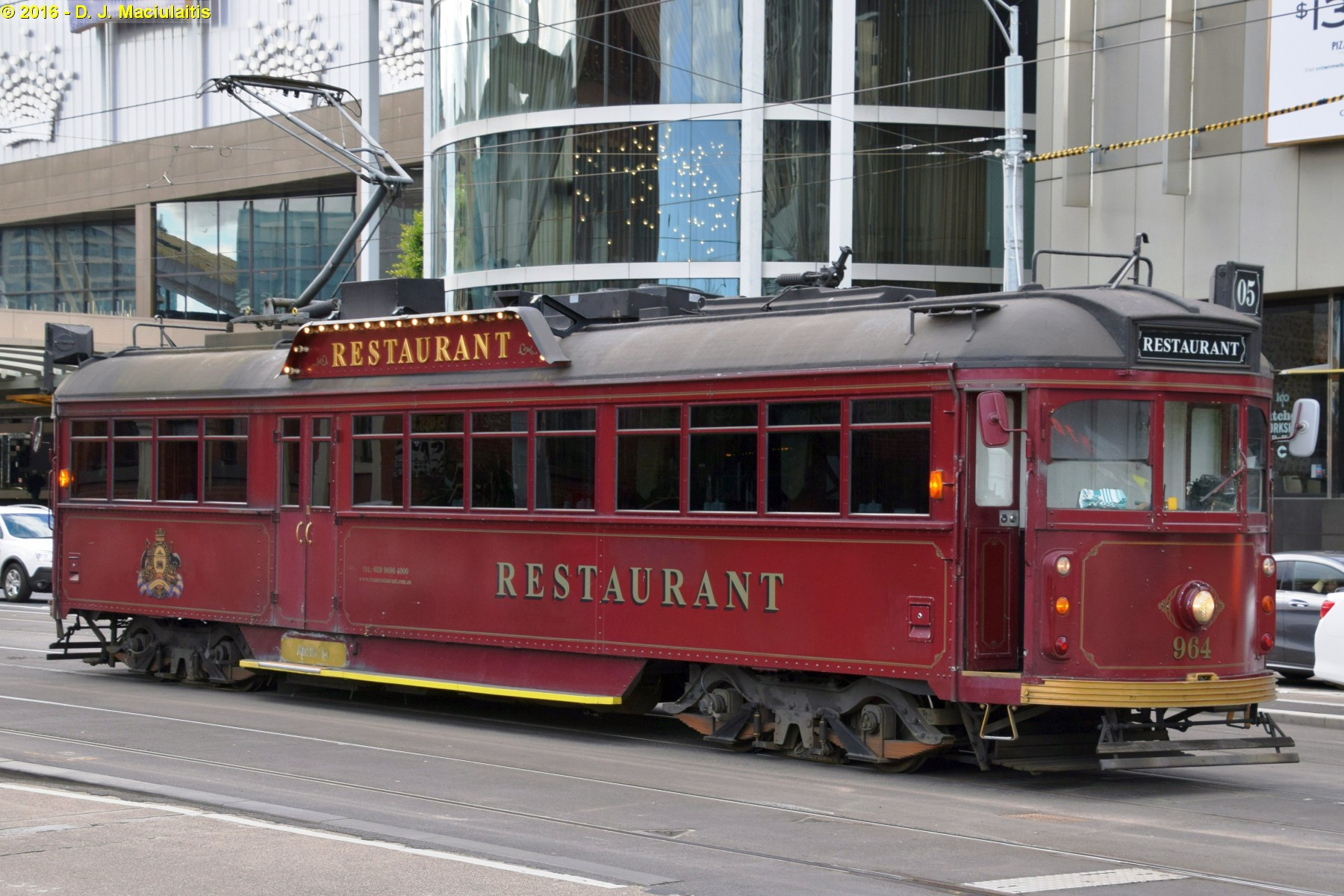
Colonial Tramcar Restaurant i Melbourne i Australien
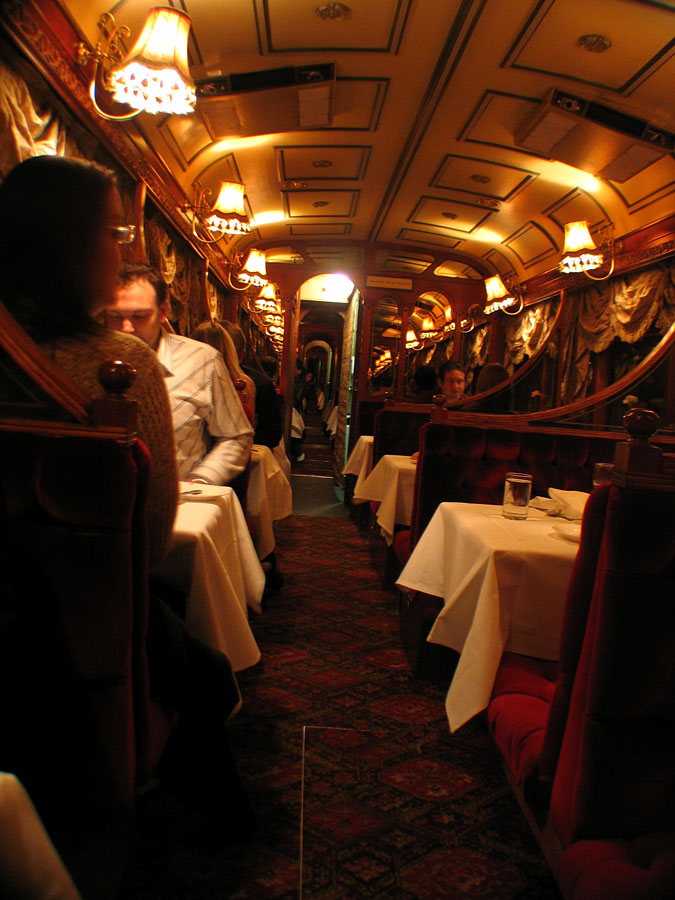
Colonial Tramcar Restaurant, interiör
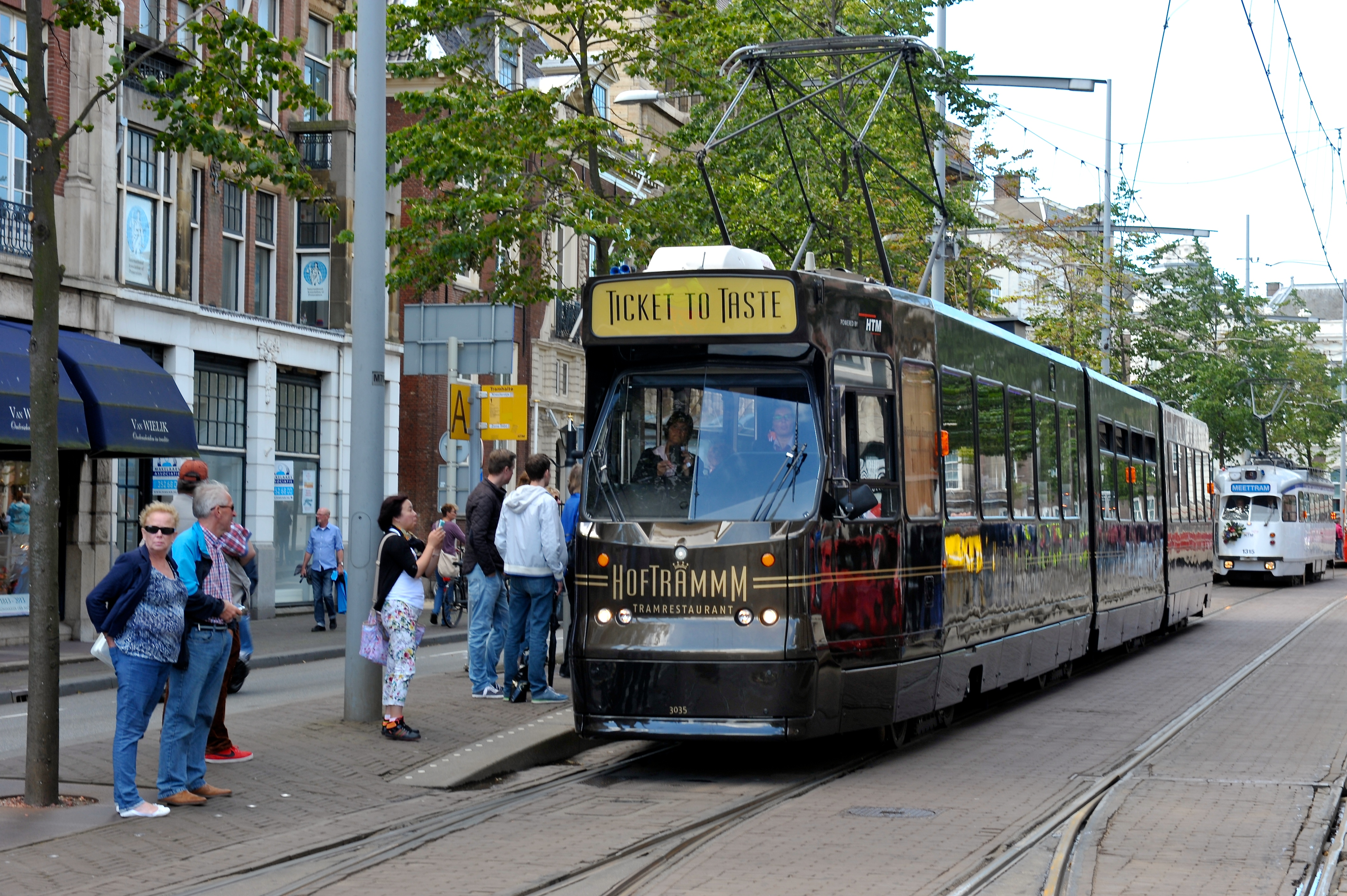
Hoftrammm i Haag i Nederländerna
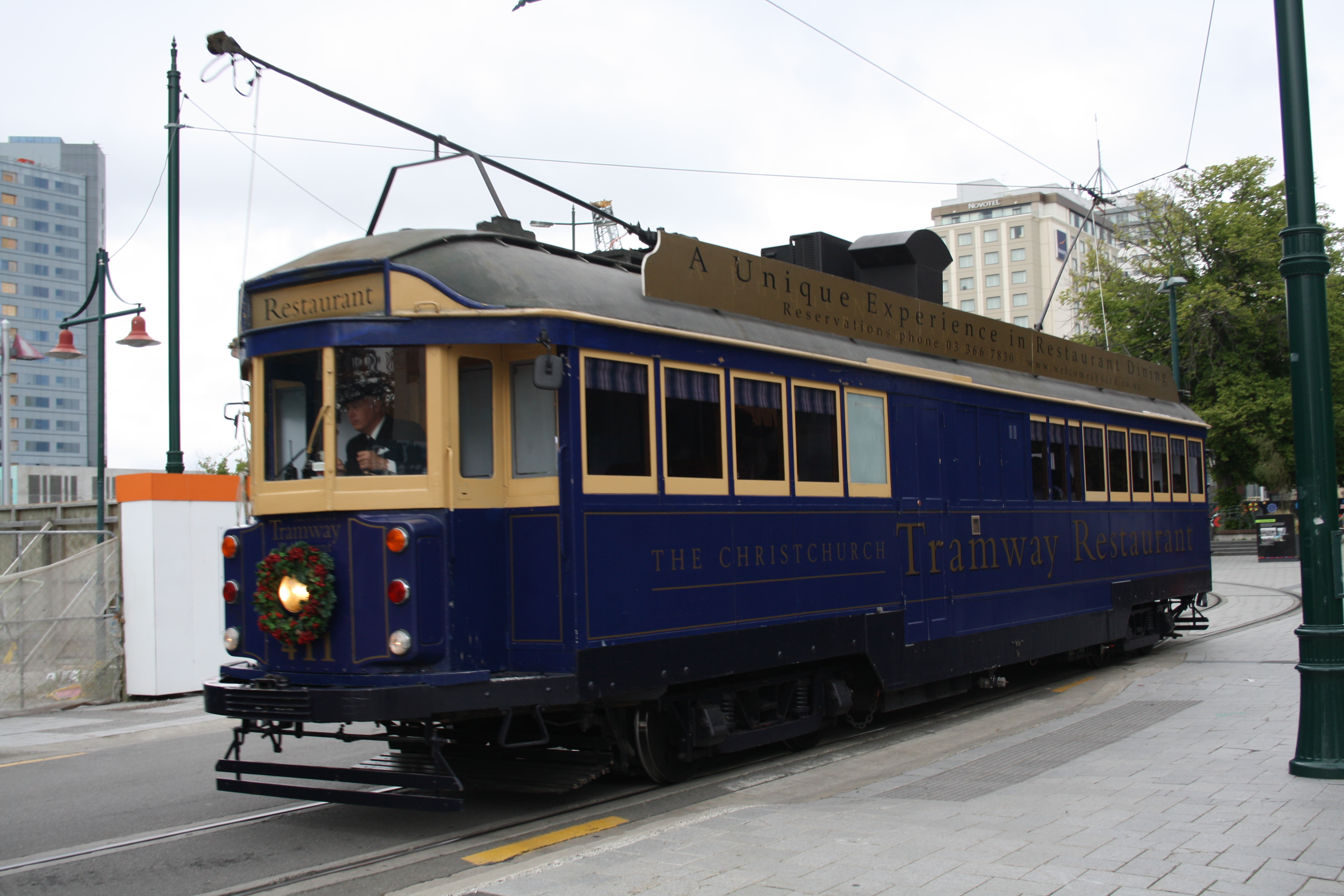
Restaurangspårvagn i Christchurch i New Zeeland
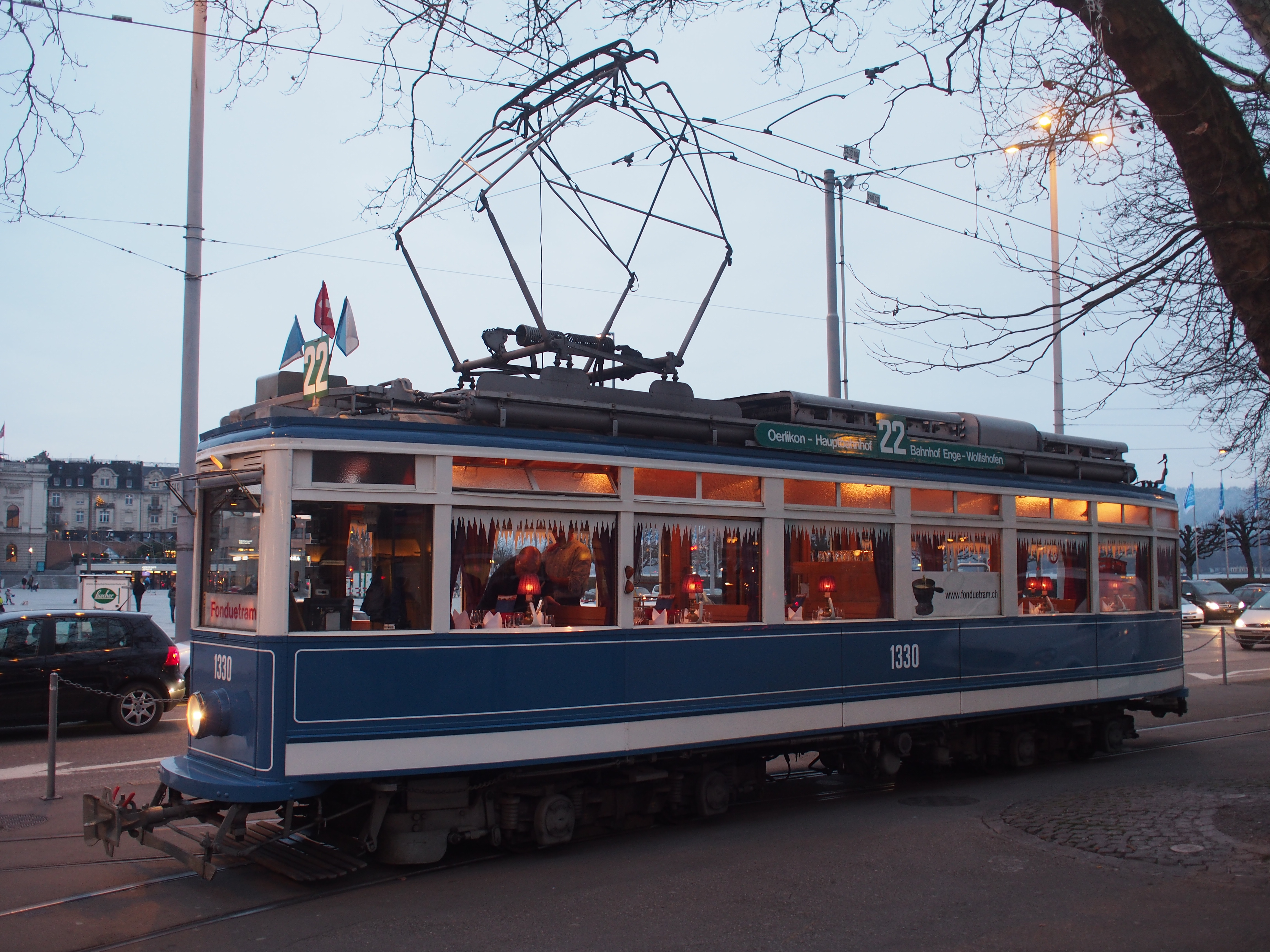
Fonduetram i Zürich i Schweix
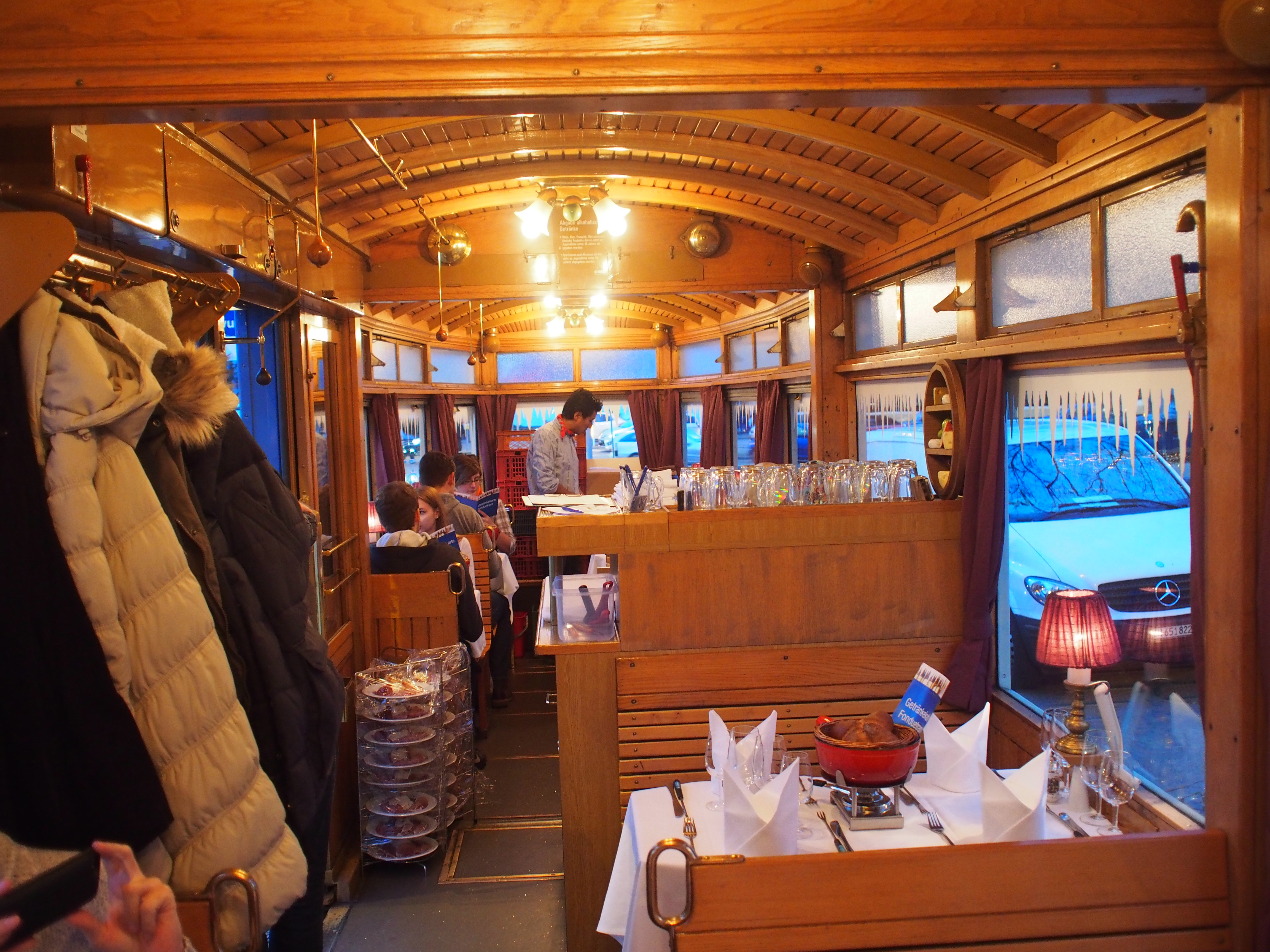
Interiör, Fonduetram
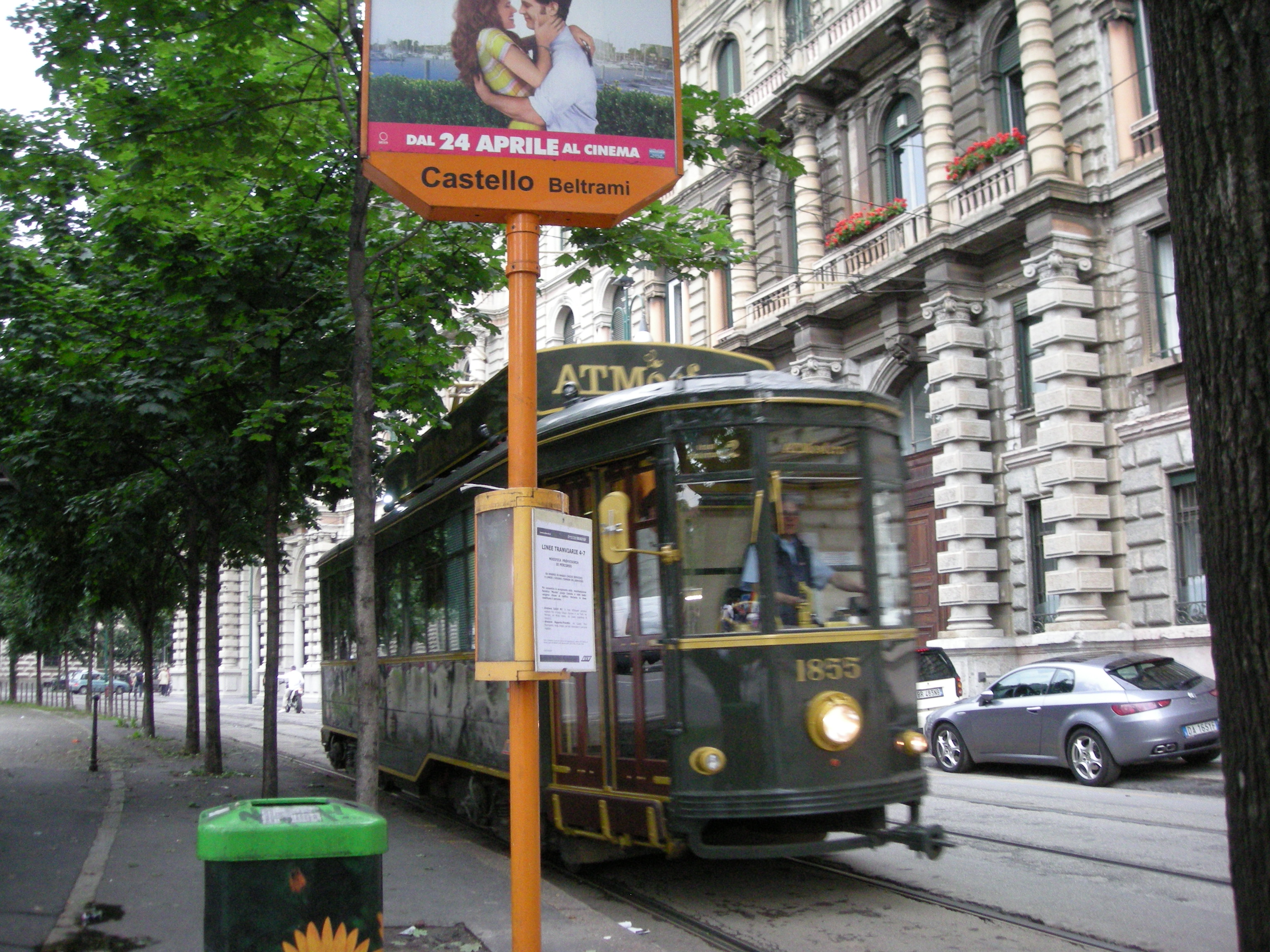
Serveringsspårvagn i Milano
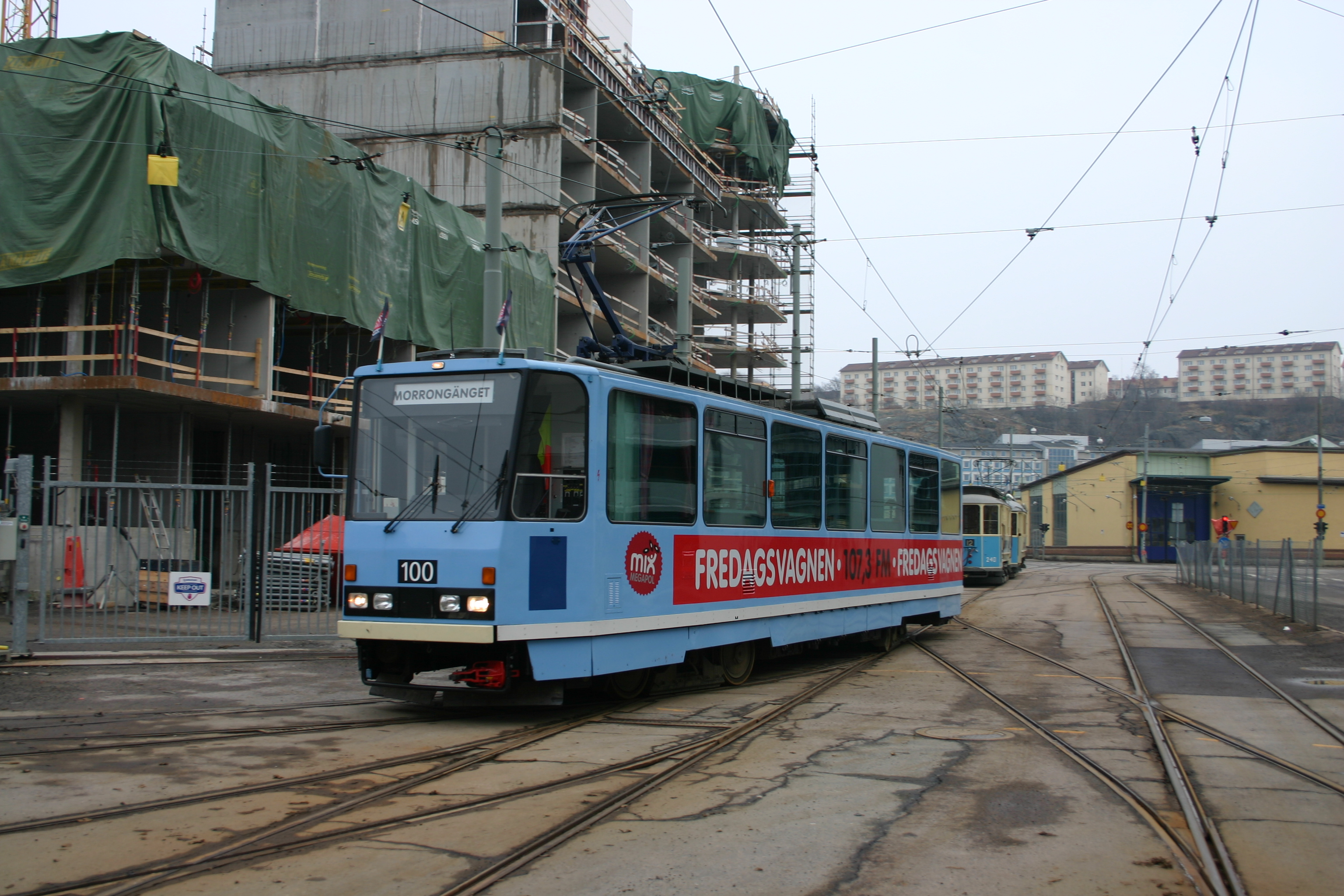
Spårvägssällskapet Ringliniens partyvagn i Göteborg, tidigare "partytrikk" i Oslo
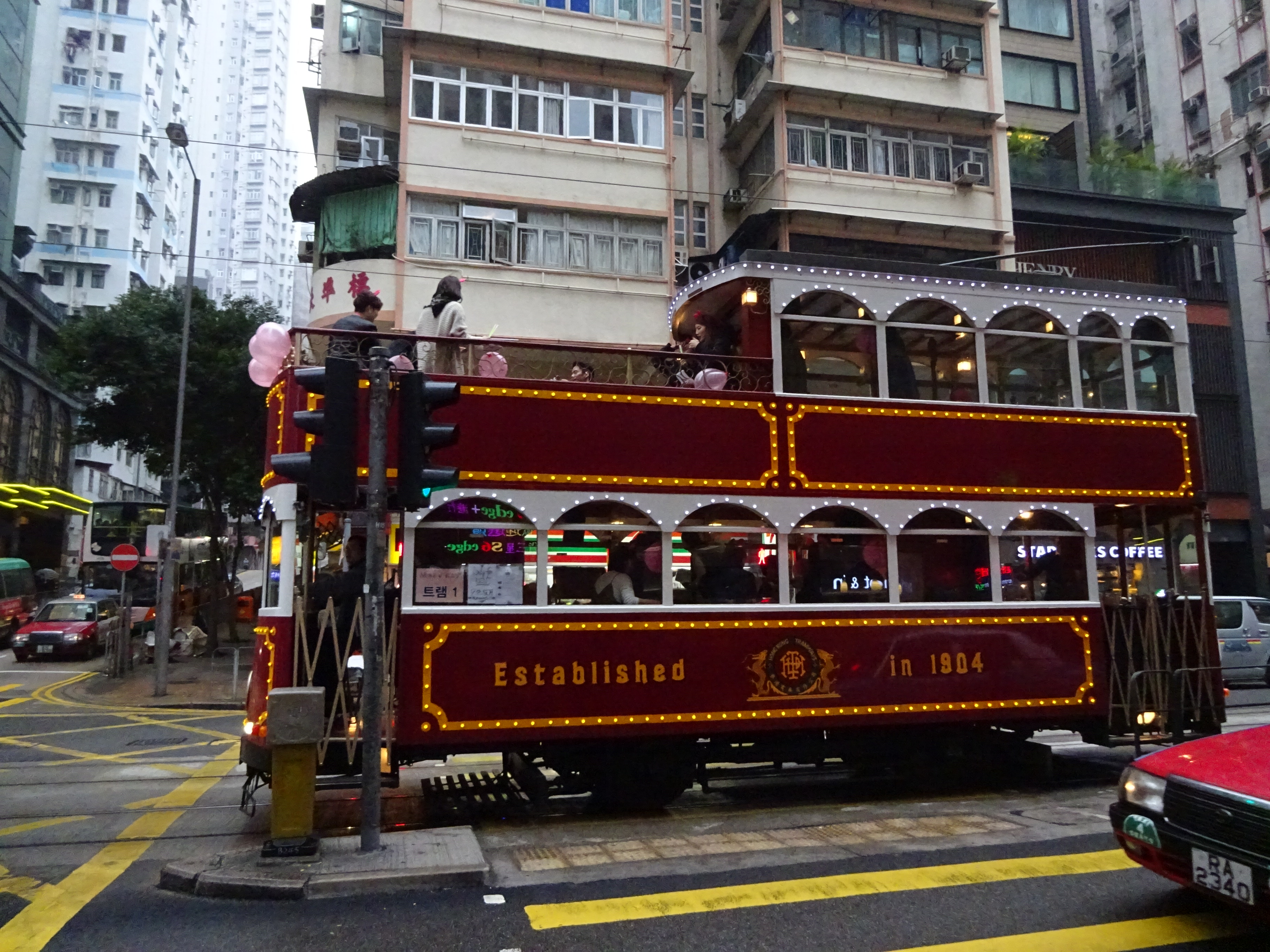
Hongkong-spårvagn 128 som partyspårvagn